# Forte Croce Bianca
Forte Croce Bianca, originariamente Werk Strassoldo,  è stata una fortificazione posta a ovest di Verona, parte del complesso sistema difensivo cittadino e più in particolare del primo campo trincerato di pianura, messo in opera tra 1848 e 1856. Il terrapieno, il fossato, lo spalto, il ridotto centrale casamattato e il fronte di gola con tamburo difensivo furono realizzati nel 1851 mentre il  muro distaccato alla Carnot munito da tre caponiere venne impostato nel 1859; i lavori furono seguiti dal direttore dell'Imperiale Regio Ufficio delle Fortificazioni di Verona, il maggiore Conrad Petrasch.
Il forte era intitolato al conte Giulio Cesare Strassoldo-Grafenberg, di antica nobiltà friulana, maggiore generale nell'armata del feldmaresciallo Radetzky durante la campagna militare del 1848-1849, del quale era anche cognato. Il forte è stato successivamente demolito e spianato.

## Descrizione
Il forte è a tracciato poligonale (con sistema poligonale misto tipico della scuola fortificatoria neotedesca) con ridotto centrale. L'impianto semiottagonale, situato a circa 600 metri a nord del borgo di Croce Bianca, immediatamente oltre la ferrovia del Brennero, faceva sistema con i forti Chievo e di San Zeno. Le sue artiglierie battevano la campagna antistante e le strade per Peschiera e per Pescantina, inoltre prendevano d'infilata la citata ferrovia. Il forte venne successivamente integrato nella linea del secondo campo trincerato di pianura.
Il ridotto centrale era a segmento di torre cilindrica asimmetrica, su un solo piano, con copertura terrapienata disposta a piattaforma per l'artiglieria; anche al piano terra potevano essere collocate artiglierie in casamatta. Il ridotto casamattato era collegato al fronte di gola da un muro che, ripiegato a semicerchio, sporgeva dal fronte di gola, formando il tamburo difensivo per fucilieri e artiglieri.
Il portale d'ingresso, col ponte levatoio, era inserito nell'ala destra del fronte di gola. Il terrapieno, con le postazioni d'artiglieria, era difeso, al livello del fossato asciutto, dal muro distaccato alla Carnot, con le tre caponiere casamattate per il fiancheggiamento. Due poterne, adiacenti al fronte di gola, mettevano in comunicazione il piazzale interno con il cammino di ronda ordinato per fucilieri, lungo il muro alla Carnot, e con le caponiere. All'esterno completavano l'opera la controscarpa del fosso, a pendenza naturale (con muri di rivestimento solo in corrispondenza delle caponiere).

## Armamento
L'armamento della fortificazione consisteva in:
- 12 cannoni ad anima liscia

Riserve di munizioni: 200 barili di polvere da 112 kg cadauno.

## Presidio di guerra
Il presidio in caso di guerra della fortificazione consisteva in:
- 150 fanti
- 32 artiglieri

Era inoltre possibile disporre un presidio di emergenza di 80 uomini.